# مارک طلایی آلمان
مارک طلایی آلمان (به انگلیسی: German gold mark) (به زبان بومی: Mark) یکای پول رایج در امپراتوری آلمان بود. مسئولیت کنترل این یکای پول برعهدهٔ رایش‌بانک قرار داشت.